# Philoganga loringae
Philoganga loringae is een libellensoort uit de familie van de Philogangidae, onderorde juffers (Zygoptera).
De wetenschappelijke naam van de soort is voor het eerst geldig gepubliceerd in 1927 door Fraser.